# Малые муравейницы
Малые муравейницы (лат. Grallaricula) — род воробьиных птиц из семейства гралляриевых (Grallariidae).

## Классификация
Международный союз орнитологов относит к роду 10 видов:
- Grallaricula flavirostris (P. L. Sclater, 1858) — Желтогрудая малая муравейница
- Grallaricula loricata (P. L. Sclater, 1857) — Чешуегрудая малая муравейница
- Grallaricula cucullata (P. L. Sclater, 1856) — Красноголовая малая муравейница
- Grallaricula peruviana Chapman, 1923 — Перуанская малая муравейница
- Grallaricula ochraceifrons G. R. Graves, O'Neill & T. A. Parker, 1983
- Grallaricula ferrugineipectus (P. L. Sclater, 1857) — Рыжегрудая малая муравейница
- Grallaricula leymebambae Carriker, 1933
- Grallaricula nana (Lafresnaye, 1842) — Сероголовая малая муравейница
- Grallaricula cumanensis Hartert, 1900
- Grallaricula lineifrons (Chapman, 1924) — Полулунная малая муравейница, или беломасковая малая муравейница

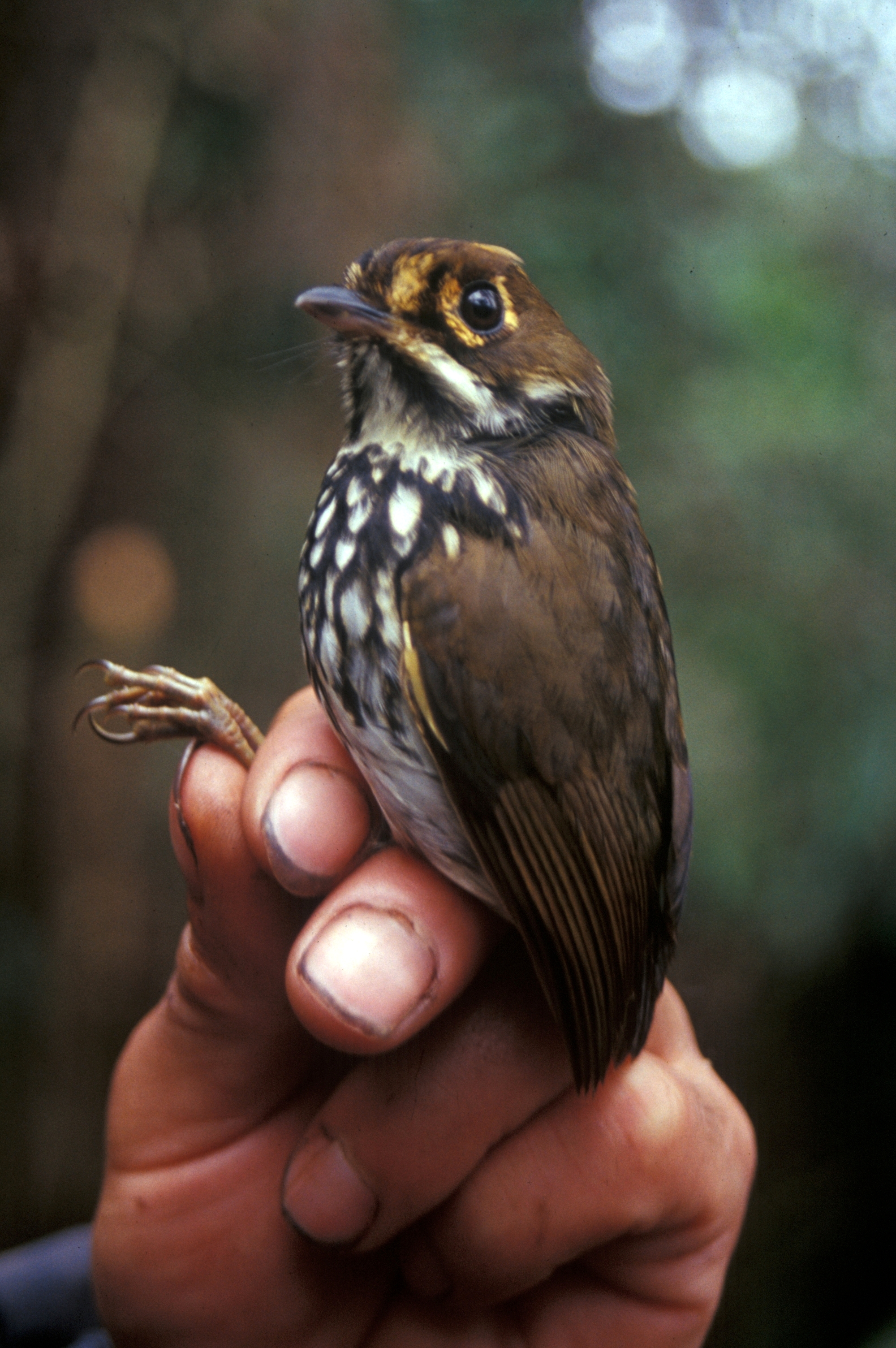
Перуанская малая муравейница